# 中途島戰役 (遊戲)
《中途島戰役》是一款由Personal Software Services開發與發行的回合制策略遊戲。1984年，该作的MSX版发行于法国和英国。1985年，该作又发行了Amstrad CPC版、康懋達64版和ZX Spectrum版。该作为战略战争游戏（Strategic Wargames）系列第2作。该作以關於在第二次世界大戰太平洋戰場的中途島戰役为背景，圍繞美國海軍攻擊駐紮在中途島的大日本帝國艦隊，以報復日本对珍珠港的襲擊展开。
玩家在游戏中需要控制美军消灭中途島周围的所有日军。该作差评居多；评论者批评该作不兼容黑白电视机且仅支持在有限范围内的颜色。评论者也批评该作的难度较为简单。

## 玩法

一张显示中途岛附近战情的地图

该游戏是一款回合制战略游戏，围绕美国为了報復日本对珍珠港的襲擊，在中途岛发起对日军的海战展开。玩家可以操纵驻扎在中途岛上的三支美国特遣部队：两支美国海军部队和一支美國陸軍航空軍部队。每支美国特遣部队配有一艘航空母舰，而驻扎在中途岛的日军配有四艘航空母舰。玩家还拥有两架美军搜索机，用以定位和追踪进攻的日军部队。游戏的通关目标是将驻扎在中途岛的四艘日本航空母舰全部摧毁。
玩家在找到日军进攻的主力部队后，须派出所有可用的空中部队与之交战。该作的空中战斗采用实时进行模式，飞机从航空母舰上起飞后可能会有一分钟的飞行时间。飞机的燃料在航行中会逐渐耗尽，飞机如果不飞回航空母舰加油就会坠毁。该作包含街机玩法要素，一旦玩家的空中部队与日军接触就会自动开启街机模式。玩家在街机模式需要使用对空机枪击落日本飞机。

## 发行
该作在发行时附带有一个活页夹和一本详细介绍中途岛战役性质的手册。该作后来作为由Personal Software Services出版的“战争游戏”合集磁带《冲突2》的一部分重新发行。

## 回响
| 媒体           | 得分  |
| -------------- | ----- |
| 撞擊           | 4/10  |
| Your Sinclair  | 5/10  |
| Sinclair User  | [ 1 ] |
| Your Spectrum  | 2/5   |
| Amstrad Action | 59%   |
| Amtix          | 57%   |
| Your Computer  | [ 8 ] |

该作差评居多。《撞击》的安格斯·赖亚尔（Angus Ryall）批评该作不兼容使用黑白电视机游玩，他认为英国经济虽然在不断发展，但仍希望开发商能为那些“底层老百姓”设计游戏。他也称赞了游戏中的实时进行元素和可访问性，认为该作达到了“当下的标准”。《Your Sinclair》杂志的格温·休斯（Gwyn Hughes）批评游戏中的战略元素设计过于简单，并指出玩家的成功与否取决于灵活性而不是“策略”。《Sinclair User》的克莱尔·埃奇利（Clare Edgely）称赞了游戏对历史的还原度，但她认为该作与其他战略游戏相比发行时间较晚，而让人感觉“很一般”。《Your Computer》的评论员称该作在一些细节之处“处理很到位”，但该作在对中途岛战役的还原上存在“缺陷”。《Australian Commodore Review》的评论员称赞了游戏的多种功能，例如存档和加载存档功能。他也批评了该作的菜单设计和“不完整”的街机模式，并称两者都“内容不足”。
《Your Spectrum》的两位评论者批评该作的战斗依赖于按键的速度而非策略的运用。《Amstrad Action》的评论员称赞了该作对战役的还原，但也批评日军的行动容易预测。《Amtix》的评论员称该作的画面 “一般”，音效“差劲”，他还质疑该作是否真正包含街机玩法要素。《Your 64》的评论员认为该作“不是一款容易上手的游戏”，但仍推荐给战略游戏的初学者游玩。